# Об'єднані провінції Ріо-де-ла-Плати
Об'єднані провінції Рі́о-де-ла-Пла́ти (ісп. Provincias Unidas del Río de la Plata) — державне утворення, що існувало на територіях колишнього Віцекоролівства Ріо-де-ла-Плата у 1810—1816 та 1820—1835 роках. Включало території сучасного Парагваю, частини Аргентини, Уругваю, Болівії та Бразилії.
Існування Об'єднаних провінцій Ріо-де-ла-Плати розпочалося з Травневої революції 25 травня 1810 року, коли було повалено владу віцекороля й обрано Першу хунту. Після проголошення незалежності від Іспанії 9 липня 1816 року на Тукуманському конгресі Об'єднані провінції Ріо-де-ла-Плати стали називатися Об'єднаними провінціями Південної Америки (ісп. Provincias Unidas de Sud América) й офіційно іменувалися так до 1820 року.
1825 року від Об'єднаних провінцій Ріо-де-ла-Плати відокремилася Болівія, а 1828 року — частина нинішнього Уругваю, яка стала незалежною державою. Відтак назву держави змінили на Аргентинська конфедерація.